# A Korunk Bolyai-díja
A Korunk Bolyai-díját az erdélyi Korunk című folyóirat alapította 1981-ben, az erdélyi magyar tudományos tevékenység bátorítása és elismerése érdekében. Az alapító szándéka szerint a szakmai elismerést évente két személynek ítélték oda, a természettudomány, illetve a társadalomtudomány terén elért kiemelkedő munkáért. A díjat azok kapták meg, akiknek az előző évben megjelent tudományos munkáját egy 11 fős zsűri legjobbnak ítélte.
A díjazott egy Tőrös Gábor képzőművész által készített bronz Bolyai-plakettet kapott, rajta Kányádi Sándor kétsorosával:
„Aki megért, s megértet,
 Egy népet megéltet.”
A díjat mindössze két alkalommal ítélhették oda, mivel 1983-ban – hasonló román tudományos díj hiányára hivatkozva – a román hatóságok betiltották a díjazást.

## Díjazottak
- 1981 – Egyed Ákos történész (Falu, város, civilizáció)
- 1981 – Weszely Tibor matematikus (Bolyai János matematikai munkássága)
- 1982 – Gábos Zoltán fizikus (Az elméleti fizika alapjai)
- 1982 – Szabó T. Attila nyelvtudós (Erdélyi magyar szótörténeti tár)